# Gornji Grad (khu tự quản)
Khu tự quản Gornji Grad (tiếng Slovene: Občina Gornji Grad) là một khu tự quản ở Slovenia. Trụ sở của khu tự quản là thị trấn Gornji Grad. Nó nằm trên sông Dreta ở chân đồi dãy núi Savinja Alps. Theo truyền thống, nó thuộc về vùng Styria- và bây giờ thuộckhu vực Savinja.